# Epimeria concordia
Epimeria concordia is een vlokreeftensoort uit de familie van de Epimeriidae. De wetenschappelijke naam van de soort is voor het eerst geldig gepubliceerd in 1977 door Griffiths.